# DAKS
DAKS è un'azienda britannica di moda (alta moda e prêt-à-porter). Si tratta di una delle quindici società a detenere il Royal Warrant di tre membri della famiglia reale britannica.
Il nome è l'acronimo delle iniziali di Alexander Simpson e delle lettere iniziale e finale del suo socio Dudley Beck.
DAKS detiene i Royal Warrant di tre membri della famiglia reale, una delle 15 aziende (su 820) a potersene vantare. Ufficialmente concesso al negozio Simpsons of Piccadilly di DAKS nel 1956 fu il mandato reale di Sua Altezza Reale il Duca di Edimburgo, seguito da quello di Sua Maestà la Regina nel 1962 e di Sua Altezza il Principe di Galles nel 1982.
In tutto il mondo, DAKS viene esportato in 30 paesi e venduto in oltre 2.000 negozi specializzati, grandi magazzini e concessionari. Dal 1991 l'azienda è di proprietà di Sankyo Seiko Co. Limited.
Dal 2019 Luigi Veccia è il direttore creativo del brand e disegna le collezioni uomo, donna e accessori. 

## Storia

### I primi anni – S Simpson
Nel 1894 Simeon Simpson, all'età di 16 anni, affittò una stanza in Middlesex Street, East London, con l'intenzione di avviare un'attività di sartoria su misura, concentrandosi sull'artigianato di alto livello. All'epoca venivano introdotte diverse innovazioni tecnologiche con macchinari in grado di realizzare asole e seghe elettriche per tagliare molti strati di tessuto contemporaneamente. Simpson vide il potenziale di tali apparecchiature per la produzione di indumenti in quantità maggiori utilizzando sempre tecniche di sartoria di qualità, con l'obiettivo di migliorare gli standard del prêt-à-porter poiché nessun professionista maschio o femmina considerava il prêt-à-porter per l'abbigliamento adatto all'epoca. I metodi di Simpson si dimostrarono efficaci nell'accelerare il processo e creò diverse fabbriche a Londra, che presto richiesero l'espansione grazie alla popolarità dell'etichetta. 
Alexander Simpson, il suo secondo figlio, entrò nell'azienda all'età di 15 anni nel 1917 e nel 1929 aveva progettato e aperto una fabbrica più grande a Stoke Newington, dove la produzione poteva essere centralizzata, che dovette essere nuovamente ampliata pochi anni dopo. 

### 20th secolo – DAKS e Simpsons Piccadilly
Con la continua crescita dell'azienda, Alexander Simpson iniziò ad assumere un maggiore controllo dell'attività e nel 1935 DAKS realizzò i primi pantaloni autoportanti. I pantaloni erano disponibili in molti colori e tessuti che non erano generalmente associati all'abbigliamento maschile. 
All'inizio del XXI secolo, quando la società fu acquisita dal gruppo giapponese Sankyo Seiko Co. Limited nel 1991, il nome S Simpson fu abbandonato e DAKS divenne il nuovo marchio.
La facilità di indossare i pantaloni e nei movimenti, come previsto dall'invenzione di Simpson, portò DAKS ad essere popolare nell'abbigliamento sportivo: tennis, golf, corse automobilistiche, calcio e persino la squadra olimpica britannica nel 1960.  Al tempo della seconda guerra mondiale l'azienda venne incaricata dal governo britannico di produrre uniformi militari per ufficiali dell'esercito, della marina e dell'aeronautica reale e del Women's Services. Nonostante la semi-distruzione della fabbrica di Stoke Newington, a causa dei danni causati dai bombardamenti e alla mancanza di elettricità, vennero prodotti circa sette milioni di capi di abbigliamento realizzati per i servizi militari.
Dopo la guerra, quando fu annunciato che i capi DAKS sarebbero stati rimessi in vendita, si formarono file di persone a Piccadilly, a cui i sarti Simpson prendevano le misure per far loro trovare capi adatti quando entravano nel negozio Simpsons of Piccadilly. 

#### Simpson of Piccadilly

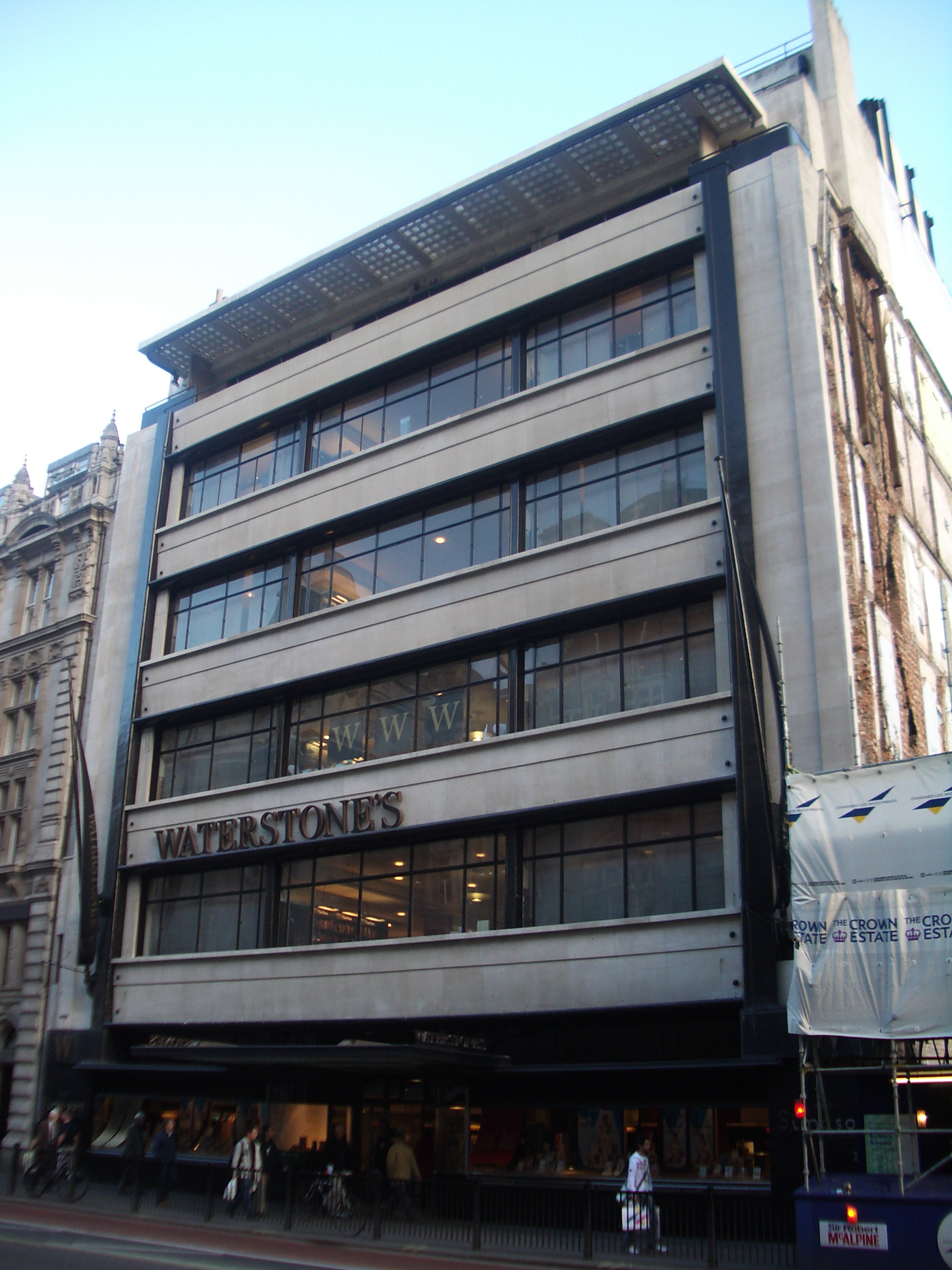
Simpsons of Piccadilly

Il figlio di Simeon Simpson, Alexander Simpson, fondò Simpsons of Piccadilly. Il nuovo edificio venne progettato dall'architetto Joseph Emberton come un nuovo e rivoluzionario negozio di vendita al dettaglio, le vetrine mostravano la prima vetrina curva in Gran Bretagna e all'epoca la più grande al mondo.  Il negozio venne aperto nell'aprile 1936 da Sir Malcolm Campbell, il pilota di corse automobilistiche di fama mondiale. L'edificio era noto per le vetrine di László Moholy-Nagy, ex direttore della scuola del Bauhaus. Alexander Simpson morì l'anno successivo di leucemia all'età di soli 34 anni.
I Simpson continuarono a commerciare nell'edificio Simpsons of Piccadilly per diversi decenni, vestendo ufficiali e civili durante la seconda guerra mondiale, e negli anni successivi si ramificarono per vendere altri capi di stilisti come Armani e Christian Dior. Dal 1999 i Simpson chiusero il negozio Piccadilly e e spostarono il rinominato marchio DAKS in un nuovo negozio a Old Bond Street, durante lo spostamento in un altro nuovo negozio in Jermyn Street che è stato ristrutturato nel 2012 per concentrarsi sulla vendita di abbigliamento classico per uomo.  Il negozio originale è stato venduto al libraio Waterstone's e ora funge da flagship store.